# Alsfeld-Altenburg
Altenburg ist der nach der Kernstadt größte Stadtteil von Alsfeld im mittelhessischen Vogelsbergkreis. Der Ort liegt im Vogelsberg südlich der Kernstadt und ist von dieser durch die Bundesautobahn 5 getrennt. Östlich des Orts verläuft die Bundesstraße 254; im Ort treffen sich die Landesstraße 3145 und die Kreisstraße 122.

## Ortsgeschichte

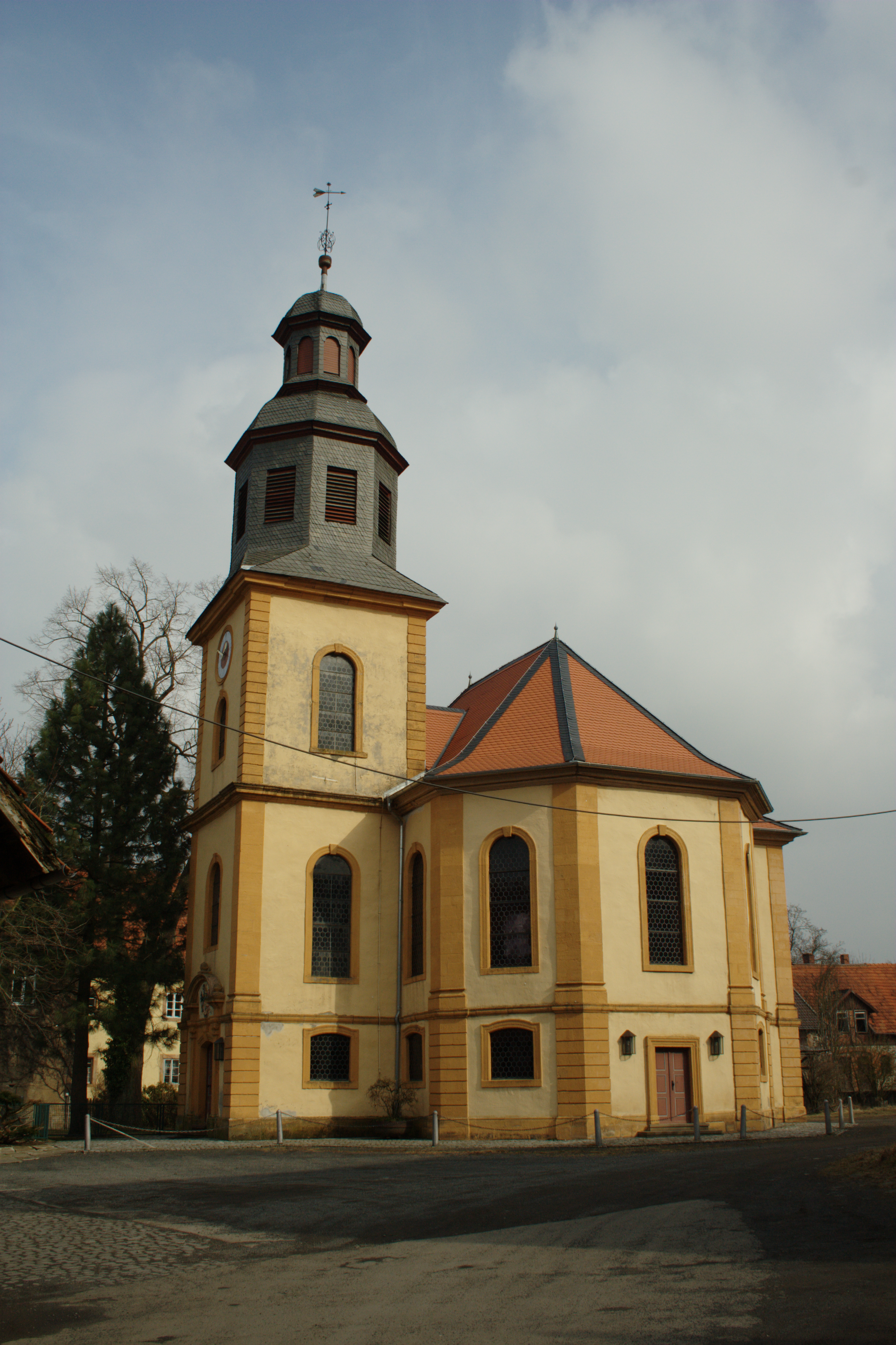
Evangelische Schlosskirche Altenburg

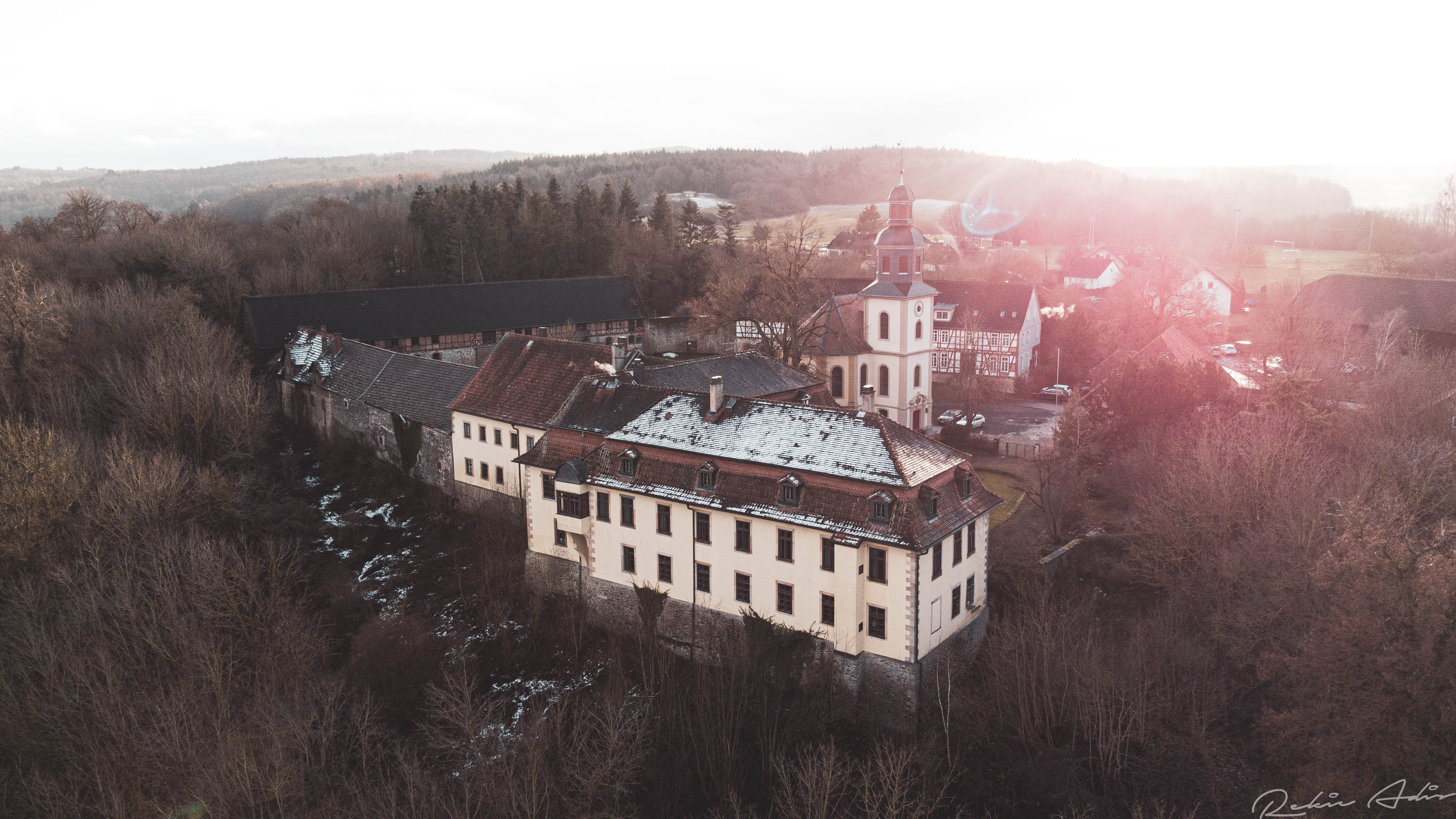
Schloss Altenburg

### Mittelalter
Bereits in der Karolingerzeit ist eine Doppel-Curtis in Altenberg nachweisbar. Die urkundliche Ersterwähnung von Altenburg erfolgte 1193 als Aldenbure. Mit Sifridus von Aldinbure wird erstmals ein in Altenburg ansässiger Adliger genannt. Ein zweiter ortsansässiger Adliger „Renhardus“ wird in zwei Urkunden 1280 und 1283 bezeugt. 1280: „Renhardus dictus ex infereriori curia Aldenburg“ (Renhard genannt aus dem unteren Gericht Altenburg). 1283: „Renhardus ex superiori curia Aldenburg“. (Renhard aus dem oberen Gericht zu Altenberg). Diese beiden Zusätze beziehen sich auf die beiden Teile der Burg Altenberg.
Eine Urkunde aus dem Jahre 1354 erwähnt: „aream unam sitam in antiquo castro nostro Aldinburg“. (Unser Land gelegen in der alten Burg zu Altenberg). „Aream unam sitam“ bezieht hier auf den Besitz des hessischen Landgrafen.
Der Name scheint hier als Gegensatz zur Burg Alsfeld gemeint.
Ein Burgmann, Ludewig von Wigkenborn zu Altenburg, findet sich in einer Urkunde aus dem Jahre 1368.
Eine Vorgängerburg des hoch über dem Ort aufragenden Schlosses Altenburg wurde zur Zeit der Merowinger erbaut. 1511 wird von einer Kapelle auf der Altenburg gesprochen.

### Neuzeit
Im 18. Jahrhundert erfolgte ein Neubau der Burg, der bis heute den Freiherren Riedesel gehört.
Die Statistisch-topographisch-historische Beschreibung des Großherzogthums Hessen berichtet 1830 über Altenburg:

„Altenburg (L. Bez. Alsfeld) evangel. Filialdorf; liegt an der Schwalm auf einer Basaltkuppe, 1⁄2 St. von Alsfeld und 1426 Hess. (1085 Par.) Fuß über der Meeresfläche. Man findet 61 Häuser 446 Einw., die außer 2 Kath. evangelisch sind, und unter denselben 16 Bauern und 20, welche bürgerliche Gewerbe treiben, 1 Schloß, das auf steiler Anhöhe erbaut ist und von dem Baron von Riedesel mit seiner Dienerschaft bewohnt wird, 2 Höfe und 2 Mahlmühlen. Hier besteht seit 1814 eine Tuchmanufaktur mit einer durch die Schwalm getriebene Maschinenspinnerei für Schaaf- und Baumwolle, eine Färberei und eine Walke. Es werden hier Tücher, Bieber, Barchent und wollene Decken verfertigt. Die Bieber sollen den englischen nicht nachstehen. Außer den Kratzmaschinen sind hier eine Grobmühle und mehrere Feinmühlen, welche letztere die Wolle in das vollkommenste Webergarn verwandeln. – Altenburg war ehemals ein fuldisches Lehen. Der Landgraf Heinrich I. zerstörte, 1293, den Ort, so wie mehrere Hessische Raubschlösser, weil die Besitzer ihre Lehen nicht von ihn empfangen wollten. Eine Alsfelder burgmännische Familie trug Altenburg von den Landgrafen zu Lehen, welche davon auch den Namen führte, und 1300 erkaufte es Landgraf Heinrich I. von Reinhard von Altenburg.“

Zum 1. Dezember 1969 wurde die bis dahin selbständige Gemeinde Altenburg im Zuge der Gebietsreform in Hessen auf freiwilliger Basis als Stadtteil nach Alsfeld eingegliedert. Für den Stadtteil Altenburg, wie für die übrigen Stadtteile von Alsfeld, wurde ein Ortsbezirk eingerichtet.
2005 errang Altenburg den 1. Preis auf regionaler Ebene im Landeswettbewerb Unser Dorf. 2006 wurde das Dorf Landessieger.

### Verwaltungsgeschichte im Überblick
Die folgende Liste zeigt die Staaten und Verwaltungseinheiten, denen Altenburg angehört(e):
- vor 1567: Landgrafschaft Hessen,
- ab 1567: Landgrafschaft Hessen-Marburg
- 1604–1648: strittig zwischen Landgrafschaft Hessen-Darmstadt und Landgrafschaft Hessen-Kassel (Hessenkrieg)
- ab 1604: Landgrafschaft Hessen-Darmstadt, Oberamt Alsfeld, Amt Alsfeld[16]
- ab 1806: Großherzogtum Hessen,[Anm. 2] Fürstentum Oberhessen, Oberamt Alsfeld, Amt Alsfeld[17][18]
- ab 1816: Großherzogtum Hessen, Provinz Oberhessen, Amt Alsfeld[19]
- ab 1821: Großherzogtum Hessen, Provinz Oberhessen, Landratsbezirk Romrod[20][Anm. 3]
- ab 1829: Großherzogtum Hessen, Provinz Oberhessen, Landratsbezirk Alsfeld (Amtssitzverlegung)
- ab 1832: Großherzogtum Hessen, Provinz Oberhessen, Kreis Alsfeld
- ab 1848: Großherzogtum Hessen, Regierungsbezirk Alsfeld
- ab 1852: Großherzogtum Hessen, Provinz Oberhessen, Kreis Alsfeld
- ab 1867: Norddeutscher Bund, Großherzogtum Hessen, Provinz Oberhessen, Kreis Alsfeld
- ab 1871: Deutsches Reich, Großherzogtum Hessen, Provinz Oberhessen, Kreis Alsfeld
- ab 1918: Deutsches Reich, Volksstaat Hessen, Provinz Oberhessen, Kreis Alsfeld
- ab 1938: Deutsches Reich, Volksstaat Hessen, Landkreis Alsfeld[21][Anm. 4]
- ab 1945: Deutsches Reich, Amerikanische Besatzungszone,[Anm. 5] Groß-Hessen, Regierungsbezirk Darmstadt, Landkreis Alsfeld
- ab 1946: Deutsches Reich, Amerikanische Besatzungszone, Hessen, Regierungsbezirk Darmstadt, Landkreis Alsfeld, Stadt Alsfeld
- ab 1949: Bundesrepublik Deutschland, Hessen, Regierungsbezirk Darmstadt, Landkreis Alsfeld, Stadt Alsfeld
- ab 1970: Bundesrepublik Deutschland, Hessen, Regierungsbezirk Darmstadt, Landkreis Alsfeld, Stadt Alsfeld
- ab 1972: Bundesrepublik Deutschland, Hessen, Regierungsbezirk Darmstadt, Vogelsbergkreis, Stadt Alsfeld
- ab 1981: Bundesrepublik Deutschland, Hessen, Regierungsbezirk Gießen, Vogelsbergkreis, Stadt Alsfeld

### Gerichte seit 1803
In der Landgrafschaft Hessen-Darmstadt wurde mit Ausführungsverordnung vom 9. Dezember 1803 das Gerichtswesen neu organisiert. Für die Provinz Oberhessen wurde das Hofgericht Gießen als Gericht der zweiten Instanz eingerichtet. Die Rechtsprechung der ersten Instanz wurde durch die Ämter bzw. Standesherren vorgenommen und somit für Altenburg durch das Amt Alsfeld. Nach der Gründung des Großherzogtums Hessen 1806 wurden die Aufgaben der ersten Instanz 1821 im Rahmen der Trennung von Rechtsprechung und Verwaltung auf die neu geschaffenen Landgerichte übertragen. „Landgericht Alsfeld“ war daher von 1821 bis 1879 die Bezeichnung für das erstinstanzliche Gericht in Alsfeld, das heutige Amtsgericht, das für Altenburg zuständig war.
Anlässlich der Einführung des Gerichtsverfassungsgesetzes mit Wirkung vom 1. Oktober 1879, infolge derer die bisherigen großherzoglich hessischen Landgerichte durch Amtsgerichte an gleicher Stelle ersetzt wurden, während die neu geschaffenen Landgerichte nun als Obergerichte fungierten, kam es zur Umbenennung in Amtsgericht Alsfeld und Zuteilung zum Bezirk des Landgerichts Gießen.

## Bevölkerung

### Einwohnerstruktur 2011
Nach den Erhebungen des Zensus 2011 lebten am Stichtag dem 9. Mai 2011 in Altenburg 1215 Einwohner. Darunter waren 36 (3,0 %) Ausländer.
Nach dem Lebensalter waren 210 Einwohner unter 18 Jahren, 540 zwischen 18 und 49, 276 zwischen 50 und 64 und 189 Einwohner waren älter. Die Einwohner lebten in 495 Haushalten. Davon waren 138 Singlehaushalte, 144 Paare ohne Kinder und 162 Paare mit Kindern, sowie 42 Alleinerziehende und 9 Wohngemeinschaften. In 81 Haushalten lebten ausschließlich Senioren und in 356 Haushaltungen lebten keine Senioren.

### Einwohnerentwicklung
| • 1791: | 302 Einwohner            |
| • 1800: | 302 Einwohner            |
| • 1806: | 243 Einwohner, 50 Häuser |
| • 1829: | 446 Einwohner, 61 Häuser |
| • 1867: | 450 Einwohner, 60 Häuser |

| Altenburg: Einwohnerzahlen von 1791 bis 2020 | Altenburg: Einwohnerzahlen von 1791 bis 2020 | Altenburg: Einwohnerzahlen von 1791 bis 2020 | Altenburg: Einwohnerzahlen von 1791 bis 2020 | Altenburg: Einwohnerzahlen von 1791 bis 2020 |
| --- | -------------------------------------------- | -------------------------------------------- | -------------------------------------------- | -------------------------------------------- |
| Jahr |                                              |                                              |                                              | Einwohner                                    |
| 1791 | 1791                                         |                                              | 302                                          | 302                                          |
| 1800 | 1800                                         |                                              | 302                                          | 302                                          |
| 1806 | 1806                                         |                                              | 243                                          | 243                                          |
| 1829 | 1829                                         |                                              | 446                                          | 446                                          |
| 1834 | 1834                                         |                                              | 476                                          | 476                                          |
| 1840 | 1840                                         |                                              | 478                                          | 478                                          |
| 1846 | 1846                                         |                                              | 465                                          | 465                                          |
| 1852 | 1852                                         |                                              | 462                                          | 462                                          |
| 1858 | 1858                                         |                                              | 443                                          | 443                                          |
| 1864 | 1864                                         |                                              | 416                                          | 416                                          |
| 1871 | 1871                                         |                                              | 471                                          | 471                                          |
| 1875 | 1875                                         |                                              | 475                                          | 475                                          |
| 1885 | 1885                                         |                                              | 553                                          | 553                                          |
| 1895 | 1895                                         |                                              | 585                                          | 585                                          |
| 1905 | 1905                                         |                                              | 705                                          | 705                                          |
| 1910 | 1910                                         |                                              | 773                                          | 773                                          |
| 1925 | 1925                                         |                                              | 766                                          | 766                                          |
| 1939 | 1939                                         |                                              | 777                                          | 777                                          |
| 1946 | 1946                                         |                                              | 1.030                                        | 1.030                                        |
| 1950 | 1950                                         |                                              | 1.054                                        | 1.054                                        |
| 1956 | 1956                                         |                                              | 907                                          | 907                                          |
| 1961 | 1961                                         |                                              | 880                                          | 880                                          |
| 1967 | 1967                                         |                                              | 896                                          | 896                                          |
| 1970 | 1970                                         |                                              | 857                                          | 857                                          |
| 1980 | 1980                                         |                                              | ?                                            | ?                                            |
| 1990 | 1990                                         |                                              | ?                                            | ?                                            |
| 2000 | 2000                                         |                                              | ?                                            | ?                                            |
| 2006 | 2006                                         |                                              | 1.388                                        | 1.388                                        |
| 2011 | 2011                                         |                                              | 1.215                                        | 1.215                                        |
| 2015 | 2015                                         |                                              | 1.241                                        | 1.241                                        |
| 2020 | 2020                                         |                                              | 1.179                                        | 1.179                                        |
| Datenquelle: Historisches Gemeindeverzeichnis für Hessen: Die Bevölkerung der Gemeinden 1834 bis 1967. Wiesbaden: Hessisches Statistisches Landesamt, 1968. Weitere Quellen: LAGIS; Stadt Alsfeld: 2006, 2015, 2020; Zensus 2011; |                                              |                                              |                                              |                                              |

### Historische Religionszugehörigkeit
| • 1829: | 446 evangelische, zwei römisch-katholische Einwohner                        |
| • 1961: | 768 evangelische (= 87,27 %), 100 römisch-katholische (= 11,36 %) Einwohner |

## Politik
Für Altenburg besteht ein Ortsbezirk (Gebiete der ehemaligen Gemeinde Altenburg) mit Ortsbeirat und Ortsvorsteher nach der Hessischen Gemeindeordnung.
Der Ortsbeirat besteht aus neun Mitgliedern. Bei den Kommunalwahlen in Hessen 2021 betrug die Wahlbeteiligung zum Ortsbeirat 53,15 %. Alle Kandidaten gehörten der „Bürgerliste Altenburg“ an. Der Ortsbeirat wählte Ralf Kruse zum Ortsvorsteher.

## Kulturdenkmäler
Siehe: Liste der Kulturdenkmäler in Altenburg (Alsfeld)

## Persönlichkeiten
- Georg Riedesel zu Eisenbach (1812 in Altenburg – 1881), Erbmarschall, Standesherr und Politiker
- Giesebert Riedesel zu Eisenbach (1813  in Altenburg – 1885), Erbmarschall, Standesherr und Politiker
- Georg Riedesel zu Eisenbach (1845  in Altenburg – 1897), Erbmarschall, Standesherr und Politiker